# Condado de Weld
El condado de Weld (en inglés: Weld County), fundado en 1861, es uno de los 64 condados del estado estadounidense de Colorado. En el año 2000 tenía una población de 180 936 habitantes con una densidad de población de 17 personas por km². La sede del condado es Greeley.

## Geografía
Según la oficina del censo el condado tiene una superficie total de 10 417 km² (4022,0 mi²), de los que 10 339 km² (3991,9 mi²) son tierra y 75 km² (29,0 mi²) (0.72%) son agua.

### Condados adyacentes
- Condado de Kimball - nordeste
- Condado de Logan - este
- Condado de Morgan - este
- Condado de Adams - sur
- Condado de Broomfield - suroeste
- Condado de Boulder - oeste
- Condado de Larimer - oeste
- Condado de Laramie - noroeste

## Demografía
Según el 2000 la renta per cápita media de los habitantes del condado era de 42 321 dólares y el ingreso medio de una familia era de 49 569 dólares. En el año 2000 los hombres tenían unos ingresos anuales 35 037 dólares frente a los 25 757 dólares que percibían las mujeres. El ingreso por habitante era de 18 957 dólares y alrededor de un 12,50% de la población estaba bajo el umbral de pobreza nacional.

## Ciudades y pueblos
Las principales ciudades son:
- Brighton
- Dacono
- Evans
- Fort Lupton
- Greeley
- Longmont
- Northglenn
- Thornton

Los principales pueblos son:
- Ault
- Berthoud
- Eaton
- Erie
- Firestone
- Frederick
- Garden City
- Gilcrest
- Grover
- Hudson
- Johnstown
- Keenesburg
- Kersey
- Lochbuie
- Lucerne
- Mead
- Milliken
- Nunn
- Pierce
- Platteville
- Raymer
- Severance
- Windsor